# 専用計算機
専用計算機（せんようけいさんき）とは特定の用途の計算に特化した計算機である。
コンピューター開発の黎明期において単機能の計算機が開発された歴史的事蹟と、今日的な意味で汎用性を排して特定の利用目的向けに計算性能を高める意図を持つものがある。

## 概要
一般的な事務処理用途、科学技術計算用途に利用されるノイマン型コンピュータはプログラミングによりあらゆる用途に対応できることが前提となっている。その半面計算機として特定の目的の計算能力を追及する意味では価格対性能比的に必ずしも最良の実装であるとは限らない。いわゆるスーパーコンピュータは科学技術利用用途の数値計算の性能を特に高めたコンピュータであるが、あらゆる数値計算を可能としている汎用性と計算能力の実現手段としての最適性に関する事情は同様である。
今日的な意味での専用計算機は、汎用性を制限して何らかの特定の計算用途に特化することで価格対性能比を高めた、利用目的を限定した専用の計算機である。
歴史的事蹟としての専用計算機の存在は必ずしも新しいわけではない。デジタルコンピュータ以前から存在するアナログ計算機は全てが専用計算機の範疇であるし、Colossusなどの暗号解読のための装置も同様である。19世紀に発明されたタビュレーティングマシン（パンチカードマシン）も、統計的データの集計などの専用計算機と言える。
。
隣接領域
単独で何らかの業務用途の目的に使用されるものではないが、デジタルシグナルプロセッサや画像処理に特化したGraphics Processing Unit(GPU)も専用計算機の一種といえる。これらは他のコンピューターや何らかの業務用機器の一部として内蔵される形で利用される。これらの応用は広く、DSPを3Dグラフィックスのジオメトリ演算に使用した例（ナムコのSYSTEM21など）がある。GPUについてはGPGPUは近年発展の著しい分野である。
FPGAによる再構成可能コンピューティングは、暗号化や動画の圧縮・伸張、画像処理などの所望の機能を比較的容易に実現する方法である。
同機能の専用のASICと比較すれば計算能力の点での性能は及ばないものの、ASICが専用に設計して生産されるのに対して、FPGA自体は汎用製品として供給されるので調達の点で有利である。。報告ではマイクロプロセッサとの比較として、電力当たりの性能で、検索処理では約10倍、複雑な金融モデルの解析では約25倍、FPGAの方が性能が高いとされている。

## 今日的意味での専用計算機の事例[6][7]。
本稿では汎用的機能を実現可能なノイマン型コンピュータに対して、非ノイマン型コンピューターとして高い計算能力を追求した専用計算機の事例として、ノイマン型のCray-1（1975年発表、1976年出荷）によりHigh-Performance Computing（HPC）という分野が確立された後の事例を挙げる。
DISP
オランダのデルフト工科大学のA.F バッカーらによって1979年から1981年にかけてイジングモデル専用のDISP (Delft Ising System Processor)が開発された。
DMDP
DMDP (Delft Molecular Dynamics Processor)は1982年にランダのデルフト工科大学のA.F バッカー達によって分子動力学に特化した計算機として開発された。後に1990年にATOMSが製作された。
FASTRUN
アメリカではR.ファインらによってFASTRUNが開発された。
m-TIS
m-TIS(mega-flippable model of Tokyo university Ising Spin machine)はイジングモデル専用の計算機で約10万円で作られたが、性能はDISPとほぼ同じだった。ホストコンピュータが計算全体を制御するシーケンサとして働く概念は後のGRAPEに継承された。
DREAM
DREAM (Disk REsource Array Machine)は数値流体シミュレーション用の専用計算機
Digital Orrery
Digital Orreryは惑星の運行を再現する専用計算機、マサチューセッツ工科大学のジェラルド・ジェイ・サスマンのグループによって開発された。
GRAPE
GRAPEは多体問題専用の計算機。1989年9月に最初の GRAPE-1 が完成した。
FX型デジタル分光相関器
東京天文台（現：国立天文台）の近田義広らによって開発された電波天文学用の専用解析計算機。電波分光観測データの処理に活用されている。
QCDPAX
Lattice QCD(格子上の量子色力学)を解く専用計算機である。筑波大学の岩崎洋一、アンリツによる共同開発である。
DEGIMA
長崎大学による多体問題の計算機である。
Anton
D. E. Shaw Researchによって開発されたタンパク質など生体高分子の分子動力学シミュレーション用途の専用計算機。演算装置としてASIC(専用集積回路)を使用している点が特徴である。

## 文献
- Alder, Berni J, ed (2014年). Special purpose computers. Vol. 5. Academic Press. ISBN 9781483266985
- 杉本大一郎『手作りスーパーコンピュータへの挑戦 テラ・フロップス・マシンをめざして』講談社ブルーバックス、1993年2月20日。ISBN 9784061329560。
- 杉本大一郎『専用計算機によるシミュレーション デスクトップ・スーパーコンピュータ入門』朝倉書店、1994年。ISBN 9784254120912。
- 伊藤智義『スーパーコンピュータを20万円で創る』集英社新書、2007年。ISBN 9784087203950。